# Clutch
Clutch — американський рок-гурт із Джермантаун, штат Меріленд. Із моменту заснування у 1991 році до складу гурту незмінно належать: Тім Салт (соло-гітара), Ден Мейнс (бас-гітара), Жан-Поль Ґастер (ударні) та Ніл Фаллон (вокал, ритм-гітара, клавішні). Станом на сьогодні Clutch випустили тринадцять студійних альбомів, а також кілька збірок рідкісних записів і концертних альбомів. З 2008 року гурт підписаний на власний лейбл — Weathermaker Music. Clutch вважаються одними з піонерів стоунер-року.

## Учасники

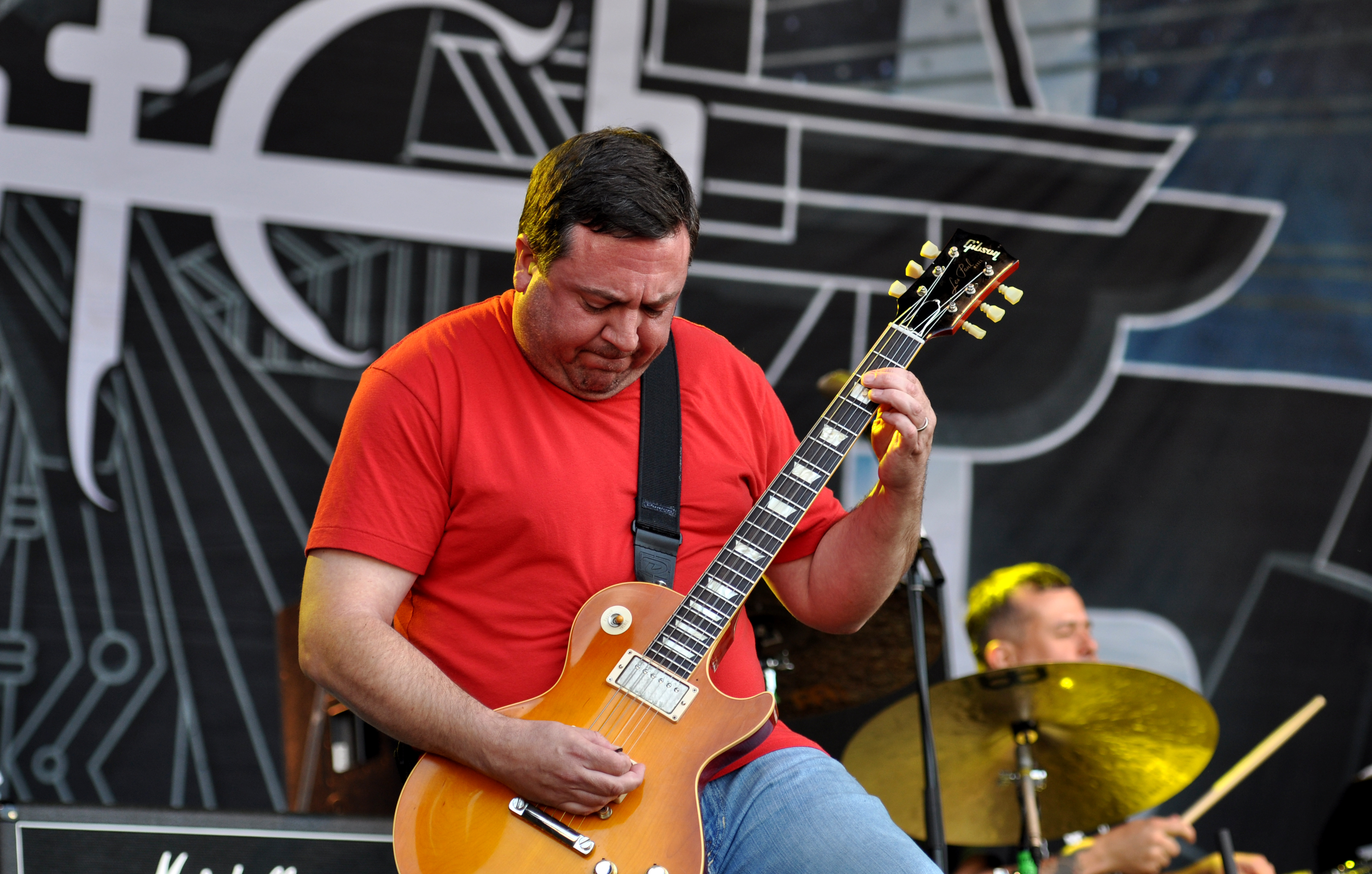
Тім Салт
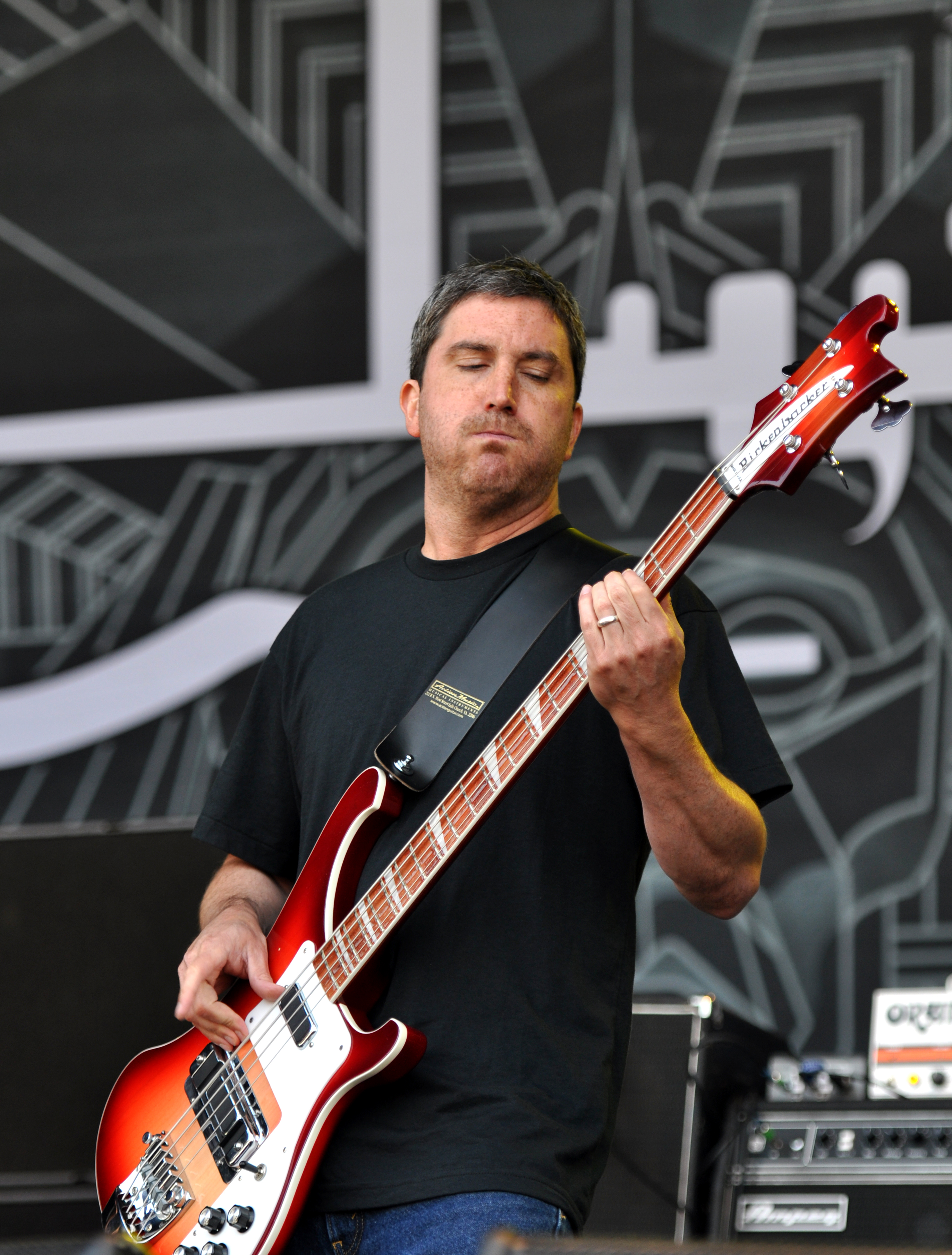
Ден Мейнс
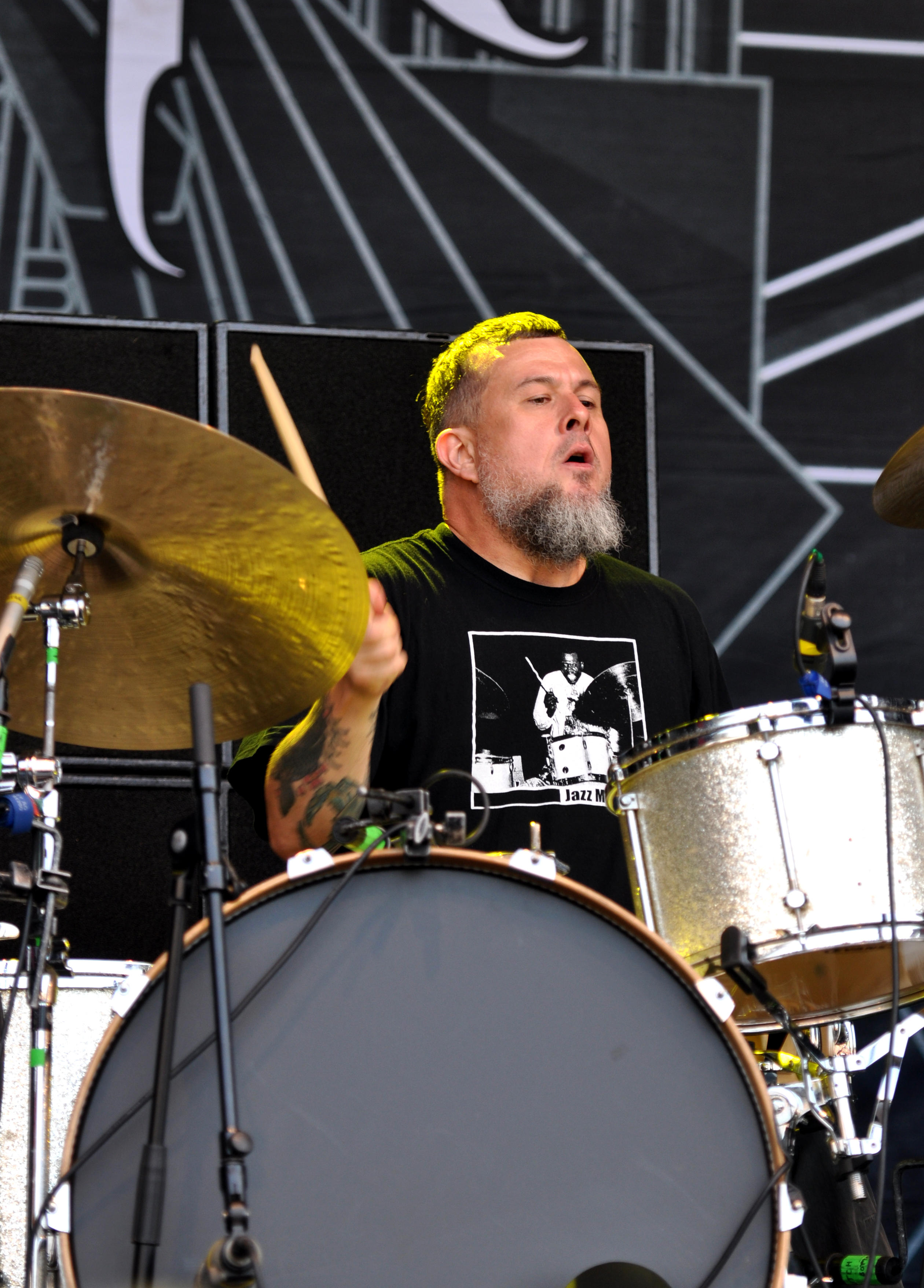
Жан-Поль Ґастер
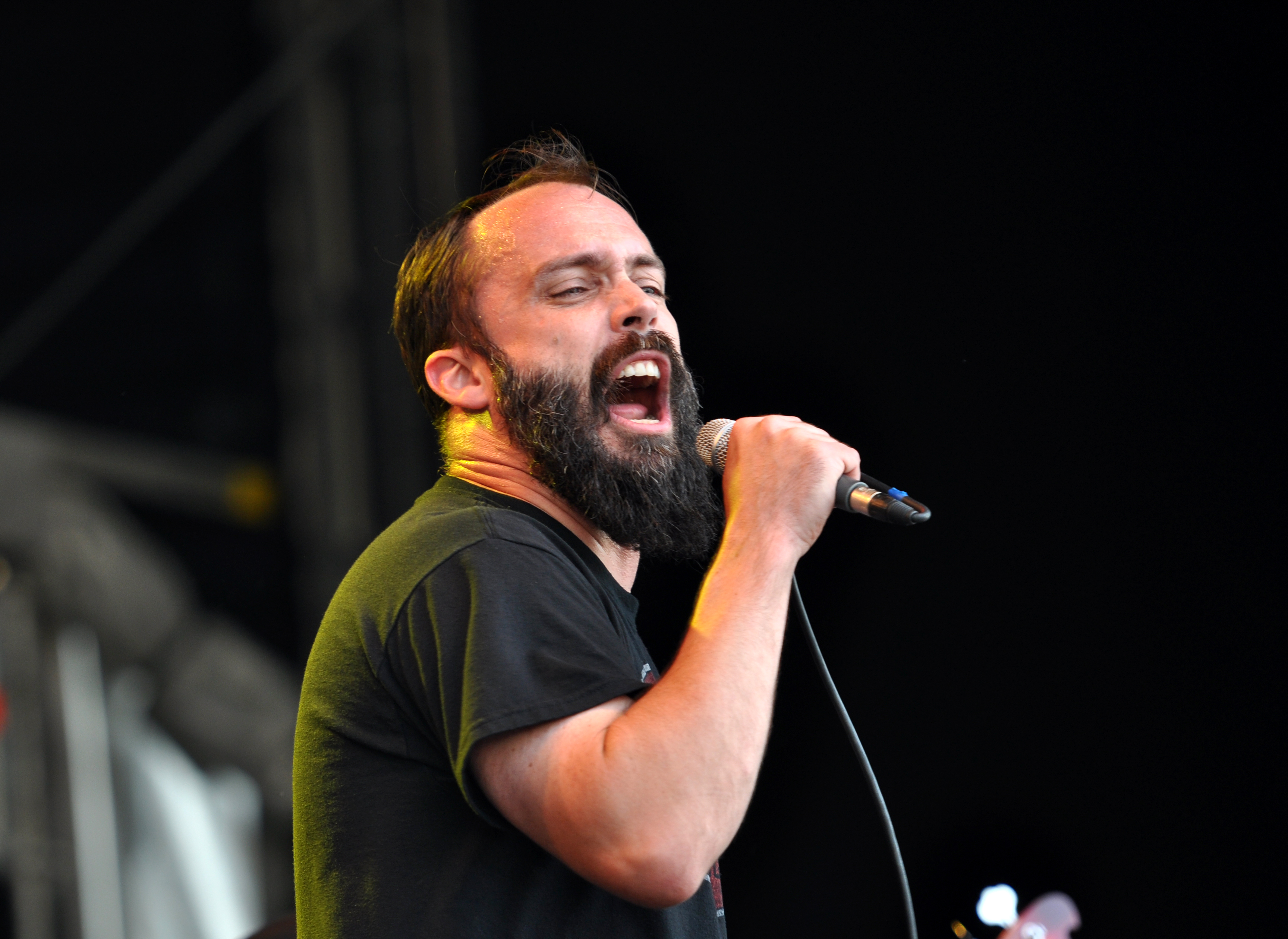
Ніл Фаллон

Поточний склад
- Тім Салт — соло-гітара (1991–дотепер)
- Ден Мейнс — бас-гітара (1991–дотепер)
- Жан-Поль Ґастер — ударні, перкусія (1991–дотепер)
- Ніл Фаллон — вокал, ритм-гітара, час від часу губна гармоніка та клавішні (1991–дотепер)

Колишні учасники
- Роджер Смоллс — вокал (1991)
- Мік Шавер — клавішні (2005—2008; † 2019)[1]

## Дискографія
Студійні альбоми
- Transnational Speedway League (1993)
- Clutch (1995)
- The Elephant Riders (1998)
- Jam Room (1999)
- Pure Rock Fury (2001)
- Blast Tyrant (2004)
- Robot Hive/Exodus (2005)
- From Beale Street to Oblivion (2007)
- Strange Cousins from the West (2009)
- Earth Rocker (2013)
- Psychic Warfare (2015)
- Book of Bad Decisions (2018)
- Sunrise on Slaughter Beach (2022)